# Новые независимые государства
Новые независимые государства (сокращённо ННГ) — общий термин, появившийся в мировой политике в конце XX — начале XXI веков, когда в мире появилось значительное количество новых суверенных государств новой волны. Многие характеризуются политической и экономической нестабильностью, отмечаются трения на этноязыковой почве.

## Описание
Значительная часть из них возникла в результате распада СССР и так называемого парада суверенитетов в начале 1990-х годов, причём часть новых суверенных республик ранее имели историю собственной государственности, как продолжительную, так и кратковременную. Большинство стран на постсоветском пространстве вскоре объединились в СНГ, которое позднее некоторые из них покинули (Грузия, Украина).
Параллельно в начале 90-х новые независимые государства образовались в посткоммунистических странах Центральной и Юго-Восточной Европы (Чехия и Словакия, ставшие независимыми республики бывшей Чехословакии, страны на месте бывшей Югославии). Попытки франкоязычной провинции Квебек в Канаде обрести независимость в результате референдумов 1980 и 1995 г. официально успехом не увенчались, однако фактически провинция настолько расширила свои внутренние полномочия, что вплотную приблизилась к суверенитету.
Новые независимые государства (признанные или нет) в этот период образовались также на территории бывшей республики Сомали. Возникли Эритрея, позднее Восточный Тимор (2002), Черногория (2006), Косово (2008) и Южный Судан (2011).
Также возможно скоро появится Бугенвиль. (2027)